# Cinema italiano di spionaggio
Il cinema di spionaggio all'italiana comprende tutti quei film prodotti principalmente nella metà degli anni sessanta, che nascevano in Europa sulla scia del successo dei film di James Bond. Il filone negli Stati Uniti è anche stato chiamato eurospy, data la frequenza delle numerosi coproduzioni tra Stati europei.
L'Italian Spy è stato prodotto a metà degli anni sessanta nell'ambito del cinema di genere, con film a basso costo e B-movie, all'ombra di altri due generi: il peplum prima e gli spaghetti western poi. Il primo vero film di questo genere è Tra un bacio e una pistola, mediometraggio prodotto nel 1960 , diretto da Corrado Farina.
L'utilizzo della sigla 007 era stato vietato ai produttori, ecco allora nascere gli agenti 077, 070, 777 e via dicendo, passando per 001, 008 e 009.
All'interno del sottogenere si creano vere e proprie serie, come ad esempio quella del personaggio OSS 117 del regista André Hunebelle, ispirato al personaggio ideato da Jean Bruce o il simpatico personaggio di Jo Walker (in originale Kommisar X), portato al cinema da Gianfranco Parolini e interpretato da Tony Kendall, pseudonimo dell'italiano Luciano Stella.
Altri personaggi seriali sono lo 077 interpretato da Ken Clark e il suo omonimo 077 interpretato da Richard Harrison, l'agente 3S3 dei film di Sergio Sollima e la serie francese dell'agente Coplan.
Tra i non molti precursori del genere spionistico in Italia ben prima degli anni sessanta, il film del 1938 Lotte nell'ombra di Domenico Gambino e La casa senza tempo di Andrea Forzano, un fanta-spionistico "giallo-rosa" realizzato nel 1943 come film di propaganda fascista e ridoppiato e ridistribuito alla fine del 1945, subito dopo la fine della guerra, per riadattarlo alla mutata situazione politica.
Caso emblematico O.K. Connery (1967) di Alberto De Martino, interpretato da Neil Connery, fratello di Sean Connery.
Non mancano le parodie come Flit, interpretato da Raimondo Vianello e gli 002 agenti segretissimi Franco e Ciccio.